# Verrucosa latigastra
Verrucosa latigastra Lise, Kesster & Silva, 2015 è un ragno appartenente alla famiglia Araneidae.

## Etimologia
Il nome della specie deriva dall'aggettivo latino latus, -a, -um, che significa ampio, spazioso, largo e dal sostantivo latinizzato dal greco gastra, che significa stomaco e si riferisce allo spessore consistente dell'addome.

## Caratteristiche
L'olotipo femminile rinvenuto ha lunghezza totale è di 7,80mm; la lunghezza del cefalotorace è di 3,50mm; e la larghezza è di 3,15mm.

## Distribuzione
La specie è stata reperita nella Guyana centrosettentrionale: l'olotipo maschile è stato rinvenuto lungo il fiume Essequibo, nel distretto di Bartica, appartenente alla regione Cuyuni-Mazaruni.

## Tassonomia
Al 2015 non sono note sottospecie e non sono stati esaminati nuovi esemplari.